# Fidena venosa
Fidena venosa är en tvåvingeart som först beskrevs av Christian Rudolph Wilhelm Wiedemann 1821.  Fidena venosa ingår i släktet Fidena och familjen bromsar. Inga underarter finns listade i Catalogue of Life.